# Skoparnik
Skoparnik (bułg. Скопарник) – szczyt masywu Witosza, w Bułgarii.
Szczyt zbudowany jest ze skał sjenitowych. Przez Skoparnik nie prowadzą szlaki turystyczne.